# Siggraph
Siggraph (Special Interest Group on Computer GRAPHics and Interactive Techniques) är en årlig konferens där forskargrupper och andra yrkesverksamma inom avancerad datorgrafik möter besökare från spel-, film- och simuleringsindustrin för att utforska hur de senaste rönen kan appliceras i form av exempelvis virtual reality-upplevelser, nya sätt att pedagogiskt visualisera datormängder, eller i utbildningssyfte. Den första SIGGRAPH-koneferensen hölls 1974, och numera räknar konferensen in tiotuentals besökare. Den senaste konferensen hölls i Los Angeles 28 juli-1 augusti 2019.